# The Midnight Drives
The Midnight Drives ist eine britische Tragikomödie aus dem Jahr 2007. Regie führte Mark Jenkin, der auch das Drehbuch schrieb.

## Inhalt
Im Film dreht es sich um einen geschiedenen Mann, der seine gelangweilten Kinder auf eine Reihe mystischer, traumhafter Ausflüge durch das ländliche Cornwall mitnimmt, nachdem es ihm zunächst nicht gelungen war, eine Verbindung zu ihnen herzustellen.

## Produktion
Der Film wurde von der unabhängigen Filmfirma O-Region produziert und hatte Pippa Best als Produzentin an Bord. Es wurde an verschiedenen Orten in Cornwall gedreht, darunter Land’s End, Marazion und Penzance.

## Veröffentlichung
The Midnight Drives wurde im Oktober 2007 beim Cornwall Film Festival im Vereinigten Königreich vor ausverkauftem Haus uraufgeführt und anschließend für das London Film Festival ausgewählt und Ecran Britanniques Festivals sowie das Celtic Media.

## Kritiken
Derek Malcolm, Filmkritiker des Evening Standard, kommentierte es als „Ein bewegender Film über Abstammung mit einer außergewöhnlichen Leistung von Colin Holt im Mittelpunkt“.